# Betula nana
El abedul enano (Betula nana) es una especie arbórea de la familia de las betuláceas, género Betula, subgénero Chamaebetula.

## Descripción

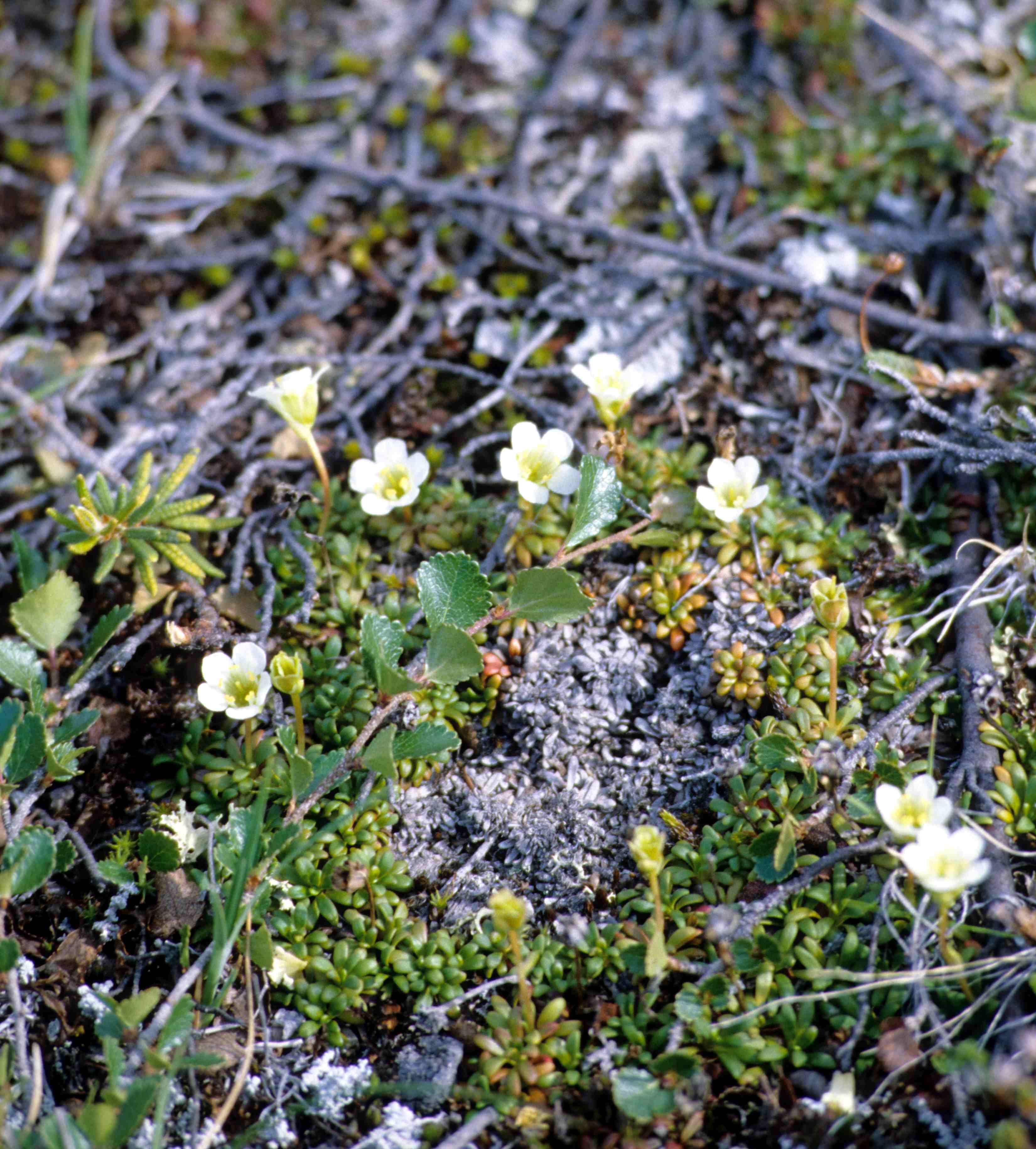
Diapensia lapponica con una rama de abedul enano, Nunavut, julio de 1996.

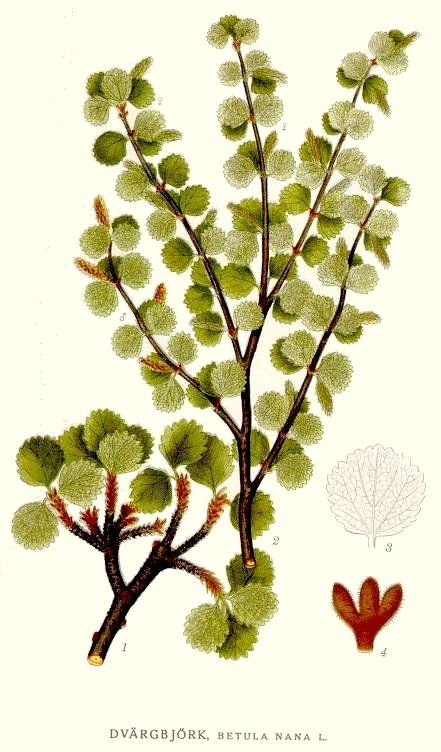
Ilustración

Es un arbusto que crece hasta 1-1,2 m de alto. La corteza no se pela y tiene un brillante color rojo cobrizo. Las hojas son redondeadas, de 6-20 mm de diámetro, con un borde francamente dentado. Es perennifolio, una adaptación al clima frío, según se cree, lo que permite a la fotosíntesis empezar sin haber hecho crecer antes nuevas hojas.
Los amentos de frutos están erectos, tienen 5-15 mm de largo y 4-10 mm de ancho.

## Distribución
El abedul enano es originario de las regiones ártica y de temperatura fresca del norte de Europa, Asia septentrional y Norteamérica septentrional y crecerá en una variedad de condiciones. Puede encontrarse en Groenlandia. Fuera de las zonas del extremo norte, normalmente se encuentra sólo en montañas por encima de 300 m, hasta 835 m en Escocia y 2200 m en los Alpes. El límite oriental del área de distribución está en las Svalbard, donde se encuentra limitado a los lugares templados.

## Ecología
Hay dos subespecies:
- Betula nana subsp. nana. Canadá (Isla de Baffin), Groenlandia, norte de Europa (por el sur llega a los Alpes a grandes alturas), noroeste de Asia. Las ramitas jóvenes son velludas, pero sin resina; las hojas más largar (hasta 20 mm), usualmente tan largas como anchas.
- Betula nana subsp. exilis. Noreste de Asia, Norteamérica septentrional (Alaska, Canadá al este hasta Nunavut). Jóvenes ramitas sin vello o sólo con pelos dispersos, pero cubiertos por resina; las hojas más cortas (no por encima de 12 mm de largo), a menudo más ancho que largo.

## Taxonomía
Betula nana fue descrita por Carlos Linneo y publicado en Species Plantarum 2: 983. 1753.
Etimología
Betula: nombre genérico que dieron los griegos al abedul.
nana: epíteto latino que significa "enana".
Sinonimia
- Alnus nana (L.) Clairv.
- Chamaebetula nana (L.) Opiz

subsp. exilis (Sukaczev) Hultén
- Betula abolinii Sukaczev
- Betula exilis Sukaczev
- Betula glandulosa var. sibirica (Ledeb.) C.K.Schneid.
- Betula nana subsp. perfiljevii (V.N.Vassil.) Á.Löve & D.Löve
- Betula nana var. sibirica Ledeb.
- Betula perfiljevii V.N.Vassil.
- Betula sessilis Kom.
- Betula sibirica (Ledeb.) C.Pei
- Betula wiluica Sukaczev

subsp. nana
- Betula crenata Rydb. ex E.J.Butler
- Betula glandulosa f. intermedia Kurtz
- Betula littelliana Tucker
- Betula naniformis Lindb. ex Kindb.
- Betula tundrarum Perfil.
- Betula viminea Kinulb.
- Chamaebetula acutifolia Opiz

subsp. rotundifolia (Spach) Malyschev
- Betula glandulosa var. rotundifolia (Spach) Regel
- Betula rotundifolia Spach
- Chamaebetula rotundifolia (Spach) Opiz[5][6]